# Temelucha spectabilis
Temelucha spectabilis là một loài tò vò trong họ Ichneumonidae.